# NASU-KYURI
『NASU-KYURI』（ナス キューリ）は、1986年12月25日にリリースされた日本のヒップホップアーティスト・President BPM（プレジデント・ビーピーエム）のセカンド・シングルであり、高木完と藤原ヒロシのユニットTINNIE PUNXのデビュー・シングルである。

## 概要
本作は1986年、SIXTY RECORDS内に新レーベル「BPM」を設立した近田春夫（President BPM）が、同年10月25日に発表した12インチ・シングル『MASS COMMUNICATION BREAKDOWN』に続き、2か月後にリリースされた12インチ・シングル。
近田がBPMでの活動を終了後に結成したビブラストーンでは、本シングル表題曲『NASU-KYURI』や『HEAVY』をカバーし、定番ナンバーとしていった。
初期のカバー音源は、1989年12月1日に発売されたビブラストーンのライブ・アルバム『Vibra is Back』（CHIKADA HARUO & VIBRASTONE名義）に収録。
本シングル音源は、2曲とも、1987年6月5日に発売されたBPMレーベルのベスト『HEAVY』（LPレコード・CD同時発売）に収録され、1993年3月24日にシックスティ・ミュージックネットワークからCD再発売されたが2009年（平成21年）4月現在廃盤である。

## 収録曲

### Side A
1. NASU-KYURI （5分43秒）
  - 作詞・作曲・編曲：TIKADAHARO

### Side B
1. I Luv Got The Groove （5分44秒）
  - 作詞：KAN TAKAGI
  - 作曲：HIROSHI FUJIWARA
  - 編曲：TINNIE PUNX